# Салон 77 у Нишу
Салон 77 у Нишу један је од три изложбена простора (галерија) Галерије савремених ликовних уметности Ниш. Овај галеријски простор, смештен је у Бали-беговој џамији из 1523. године, у централном делу нишке тврђаве. Простор квадратне основе, са 16 прозора и куполом на пандантивима, висине 12 m, који је некада био Турска џамија, својим архитектонским вредности и унутрашњом висином свода од скоро 10 m јако је погодан не само за излагачке активности ликовних уметника већ и за концерте и друге акустичке представе.

## Основни подаци
- Салон 77 , налази се у централном делу нишке Тврђаве.
- Изложбени простор је површине 72 m².
- Простор је додељен ГСЛУ Ниш, Уговором о уступању на коришћење, од стране оснивача, Скупштине града Ниша.[2]

## Историја
Бали-бегова је џамија, у чијем простору је смештен Салон 77, представља задужбину Бали-бега Малкочевића, коју је он, саградио у централном делу Нишке тврђаве. Према пописном Смедеревском дефтеру из периода 1521—23. године, она је убележена као месџид, а 1710. године уписана је у попис Ниша као џамија. Према Призренској саламани из 1873/74, ова џамија била је једна од тринаест колико их је у том периоду било у исто толико турских махала у Нишу, и једина је сачувана од десет укупно изграђених у Тврђави.
Поред џамије, могу се видети археолошки остаци некадашње прве библиотеке у Нишу, коју су Османлије изградиле уз саму Бали-бегову џамију 1868. године.
Џамија је први пут реконструисана у периоду 1976—77. године, када је постала један од два изложбена простора Галерије савремених ликовних умуетности Ниш у древној нишкој тврђави.
Иако је ова џамија једна од две очуване нишке џамије из османског периода, она се више не користи у верске сврхе, већ служи као изложбени простор, односно галерија под називом Салон 77 (ГСЛУ Ниш Салон 77).
Од септембра 2013. године, када је одлуком Владе Србије, Галерија савремених ликовних уметности Ниш, добила статус установе културе од националног значаја и постала прва установа те врсте у Нишу, Салон 77, као импозантан изложбени простор смештен у древној џамији, добила је посебан значај за културу не само Ниша већ и целе Србије и шире ван њених граница.

## Намена
Простор старе џамије, површини од 64 квадратна метра, који својом архитектонском конструкцијом и унутрашњом висином свода од скоро 10 m, делује импозатно, пружа идеалне услове за:
- Одржавање камерних концерата и акустичних представа.
- Експерименталну арт сцену уметника из Нишког региона.
- Излагачке активности уметника млађе генерације.
- Презентацију великог број различитих атрактивних уметничких изложби које се одликују необичним начином представљања (нпр инсталације).